# Borama

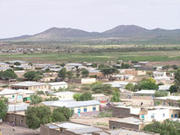
Vista de Borama

Borama ou Boorama ou Borame é uma cidade da Somalilândia, capital da região de Awdal. Está localizada próxima da fronteira com a Etiópia, cerca de 145 km a oeste de Hargeisa. Estima-se uma população em torno de 40.000 habitantes em 2007.
- Latitude: 09° 55' 59" Norte
- Longitude: 43° 10' 54" Leste